# Niclas Jensen
Niclas Christian Monberg Jensen (17 sierpnia 1974 w Kopenhadze) – duński piłkarz grający na pozycji lewego obrońcy lub pomocnika. Jest starszym bratem pomocnika Werderu Brema, Daniela Jensena.

## Kariera klubowa
Piłkarską karierę Jensen rozpoczynał w rodzinnej Kopenhadze w klubie B 93. Grał tam w drużynie młodzieżowej, a następnie podjął treningi w Lyngby BK i w 1992 roku zadebiutował w jego barwach w pierwszej lidze duńskiej. Już w następnym sezonie grywał w pierwszym składzie Lyngby, a w 1995 roku otrzymał nagrodę dla Piłkarza Roku w kategorii U-21. Z Lyngby odszedł w 1996 roku, gdy zmieniło się kierownictwo klubu i odszedł dotychczasowy sponsor CEO Flemming Østergaard. W Lyngby zagrał 92 mecze i strzelił 7 goli.
Na początku 1997 roku Jensen został piłkarzem holenderskiego PSV Eindhoven. W PSV nie grał jednak w pierwszym składzie i przez rok zaliczył 5 spotkań i mistrzostwo kraju w 1997. W zimowym oknie transferowym 1998 wrócił do Danii i podpisał kontrakt z FC Kopenhaga. W FCK doszedł do formy sprzed transferu do PSV i w pierwszym sezonie zajął 3. miejsce w lidze duńskiej, a także dotarł do finału Pucharu Danii. Jednak największy sukces w barwach FC Kopenhaga osiągnął w 2001 roku, kiedy swoją postawą przyczynił się do wywalczenia mistrzostwa Danii.
Na początku 2002 roku (Kopenhaga wywalczyła wicemistrzostwo Danii) Jensen wyjechał do Anglii. Za milion euro został kupiony przez Manchester City. W jego barwach rozegrał do końca sezonu 18 spotkań i wywalczył awans do Premier League. Tam zadebiutował 17 sierpnia w przegranym 0:3 wyjazdowym spotkaniu z Leeds United, a w rundzie rewanżowej zdobył gola przeciwko tej drużynie (MC wygrało 2:1). Z City zajął 9. miejsce, a wystąpił w nim 51 razy i strzelił 2 bramki.
Latem 2003 roku Niclas przeszedł do niemieckiej Borussii Dortmund, która zapłaciła za niego 1,25 miliona euro. W Bundeslidze swój pierwszy mecz zaliczył 16 sierpnia, a zespół z Dortmundu pokonał TSV 1860 Monachium 3:1. Na początku sezonu 2003/2004 dotarł z Borussią do finału Pucharu Ligi Niemieckiej, a w lidze we dwóch sezonach zajmował kolejno 6. i 7. pozycję. W lipcu 2005 wrócił do Anglii i przez rok występował w Fulham F.C. Zaliczył 16 spotkań i pomógł zespołowi w utrzymaniu w Premiership.
W 2006 roku Jensen wrócił do FC Kopenhaga. Wystąpił z tym zespołem w fazie grupowej Ligi Mistrzów oraz pomógł w obronie mistrzostwa Danii.
| Sezon   | Klub              | Kraj     | Rozgrywki      | Mecze | Bramki |
| ------- | ----------------- | -------- | -------------- | ----- | ------ |
| 1992/93 | Lyngby BK         | Dania    | Superligaen    | 12    | 2      |
| 1993/94 | Lyngby BK         | Dania    | Superligaen    | 21    | 0      |
| 1994/95 | Lyngby BK         | Dania    | Superligaen    | 20    | 1      |
| 1995/96 | Lyngby BK         | Dania    | Superligaen    | 32    | 3      |
| 1996/97 | Lyngby BK         | Dania    | Superligaen    | 7     | 1      |
| 1996/97 | PSV Eindhoven     | Holandia | Eredivisie     | 3     | 0      |
| 1997/98 | PSV Eindhoven     | Holandia | Eredivisie     | 2     | 0      |
| 1997/98 | FC Kopenhaga      | Dania    | Superligaen    | 10    | 0      |
| 1998/99 | FC Kopenhaga      | Dania    | Superligaen    | 33    | 4      |
| 1999/00 | FC Kopenhaga      | Dania    | Superligaen    | 29    | 1      |
| 2000/01 | FC Kopenhaga      | Dania    | Superligaen    | 32    | 1      |
| 2001/02 | FC Kopenhaga      | Dania    | Superligaen    | 18    | 1      |
| 2001/02 | Manchester City   | Anglia   | Division One   | 18    | 1      |
| 2002/03 | Manchester City   | Anglia   | Premier League | 33    | 1      |
| 2003/04 | Borussia Dortmund | Niemcy   | Bundesliga     | 27    | 1      |
| 2004/05 | Borussia Dortmund | Niemcy   | Bundesliga     | 16    | 1      |
| 2005/06 | Fulham F.C.       | Anglia   | Premier League | 16    | 0      |
| 2006/07 | FC Kopenhaga      | Dania    | Superligaen    | 12    | 0      |
| 2007/08 | FC Kopenhaga      | Dania    | Superligaen    | 23    | 0      |
| 2008/09 | FC Kopenhaga      | Dania    | Superligaen    |       |        |

## Kariera reprezentacyjna
W reprezentacji Danii Jensen zadebiutował 19 sierpnia 1998 roku w przegranym 0:1 meczu z Czechami. W 2002 roku znalazł się w kadrze powołanej przez Mortena Olsena na Mistrzostwa Świata 2002. Tam wystąpił w trzech spotkaniach: dwóch grupowych, wygranych 2:1 z Urugwajem i 2:0 z Francją oraz przegranym 0:3 w 1/8 finału z Anglią. W 2004 roku zaliczył kolejny turniej - Euro 2004. Wystąpił w trzech grupowych meczach: z Włochami (0:0), z Bułgarią (2:0) i ze Szwecją (2:2).